# Opselater
Opselater là một chi bọ cánh cứng trong họ 
Elateridae.
Chi này được miêu tả khoa học năm 1975 bởi Costa.

## Các loài
Các loài trong chi này gồm:
- Opselater costae Rosa, 2004
- Opselater hebes (Germar, 1841)
- Opselater helvolus (Germar, 1841)
- Opselater lucens (Illiger, 1807)
- Opselater melanurus (Candèze, 1863)
- Opselater pyrophanus (Illiger, 1807)
- Opselater pyrophanus (Illiger, 1807)
- Opselater quadraticollis (Blanchard, 1843)
- Opselater succinus Costa, 1980